# Jevhen Čumak
Jevhen Anatolijovyč Čumak (in ucraino Євген Анатолійович Чумак?; Kiev, 25 agosto 1995) è un calciatore ucraino, centrocampista dell'Aldier Kuršab.

## Carriera

### Club
Ha iniziato a giocare giovanissimo nelle file della Dinamo Kiev e del RVUFK Kiev. Il suo primo allenatore è stato Oleksandr Špakov.
Debutta in Prem"jer-liha il 1º marzo 2015, contro il Metalist, realizzando la rete del definitivo 3-0.

### Nazionale
Vanta presenze in tutte le nazionali giovanili ucraine.